# روجيريو جونكالفيس مارتينز
روجيريو جونكالفيس مارتينز (بالبرتغالية: Rogério Gonçalves Martins‏) لاعب كرة قدم برازيلي ويلعب في خط الوسط.
احترف سابقاً في اليونان وقبرص والسعودية في نادي العروبة.

## روابط خارجية
- روجيريو جونكالفيس مارتينز على موقع قاعدة بيانات كرة القدم.إي يو (الإنجليزية)
- روجيريو جونكالفيس مارتينز على موقع Soccerway.com (الإنجليزية)